# Chiesa del Gesù
La chiesa del Santissimo Nome di Gesù a Roma, conosciuta soprattutto come chiesa del Gesù o più semplicemente come Il Gesù, è la chiesa madre della Compagnia di Gesù.

## Storia

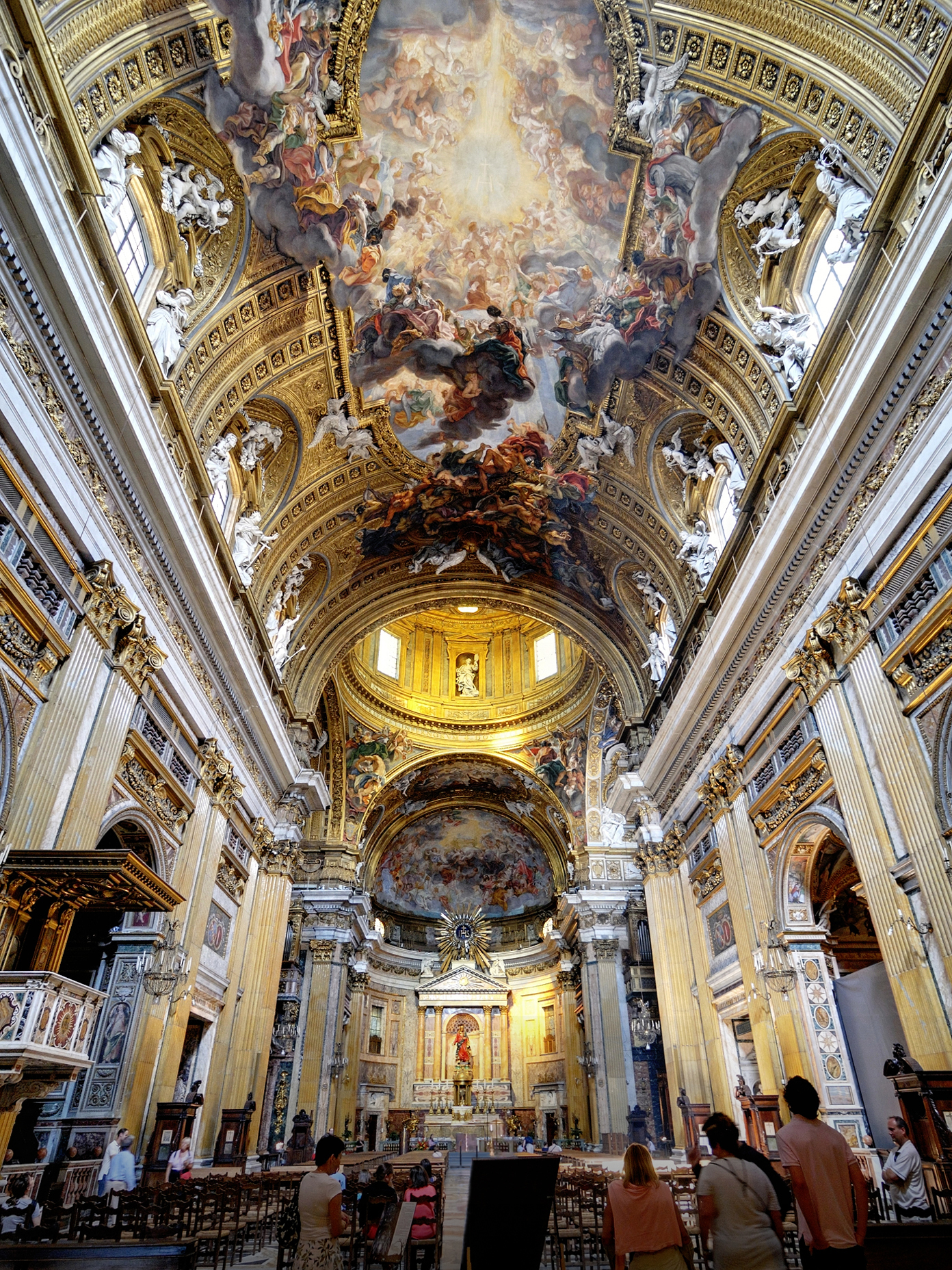
L'interno

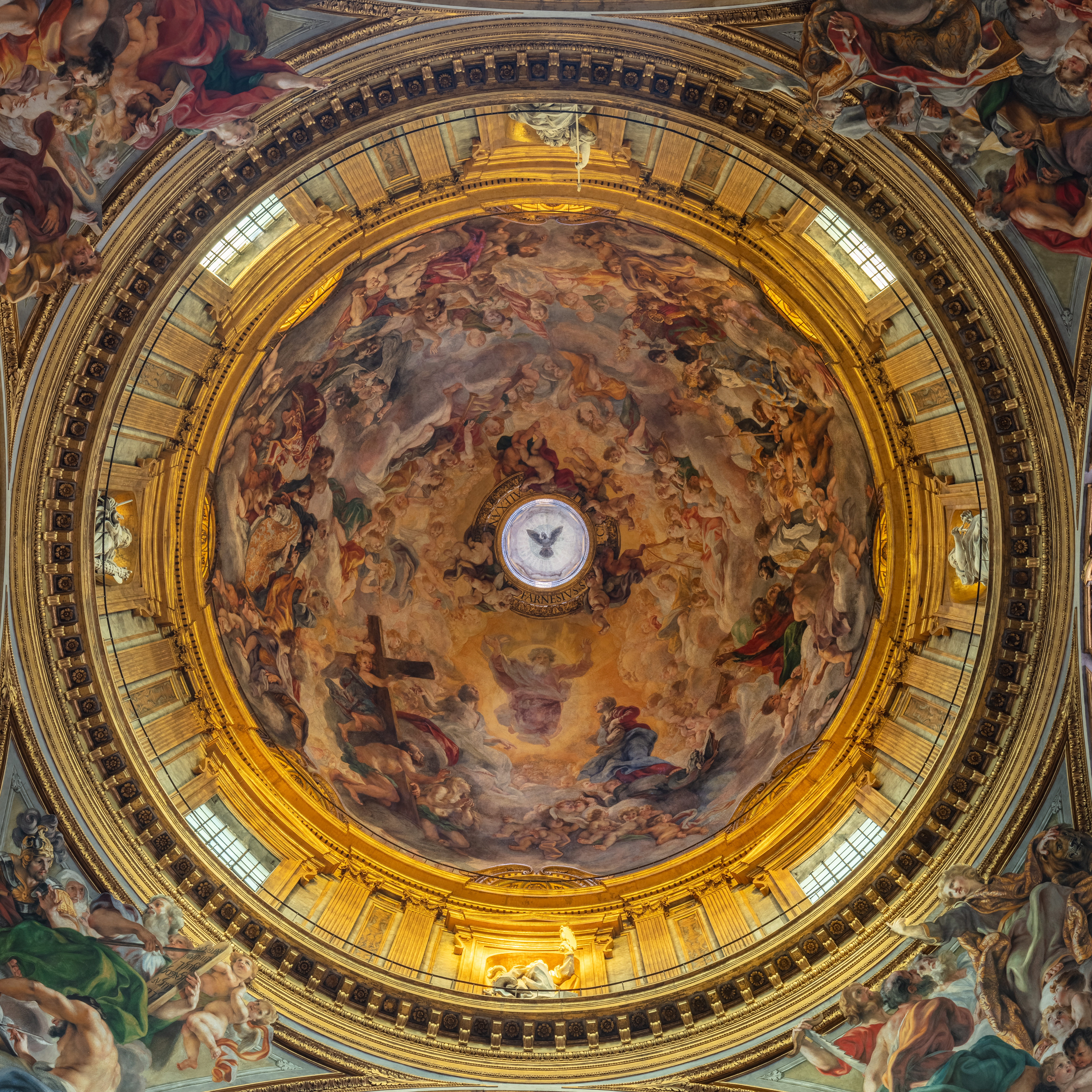
La cupola di Della Porta.

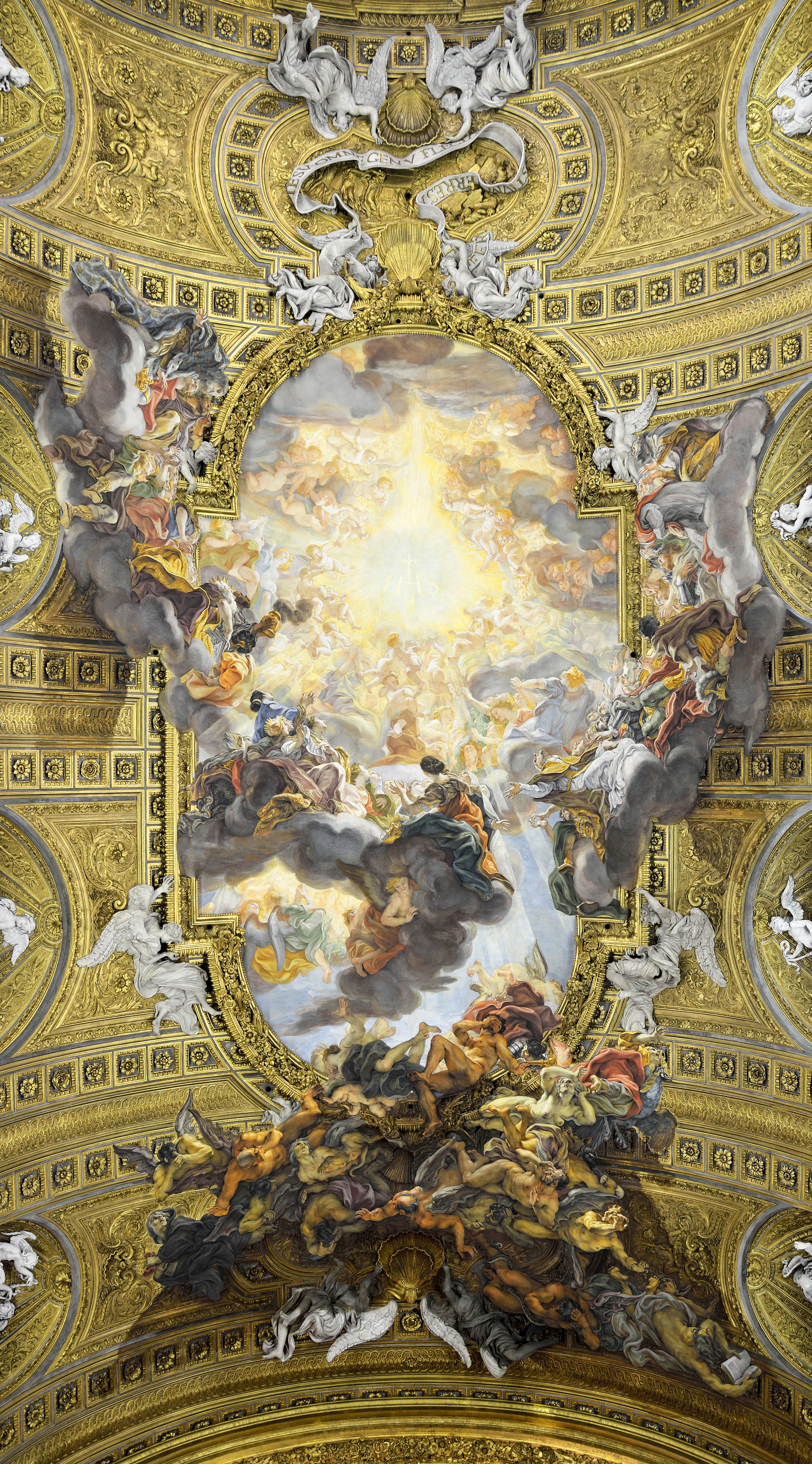
Trionfo del nome di Gesù, opera di Giovan Battista Gaulli detto il Baciccio

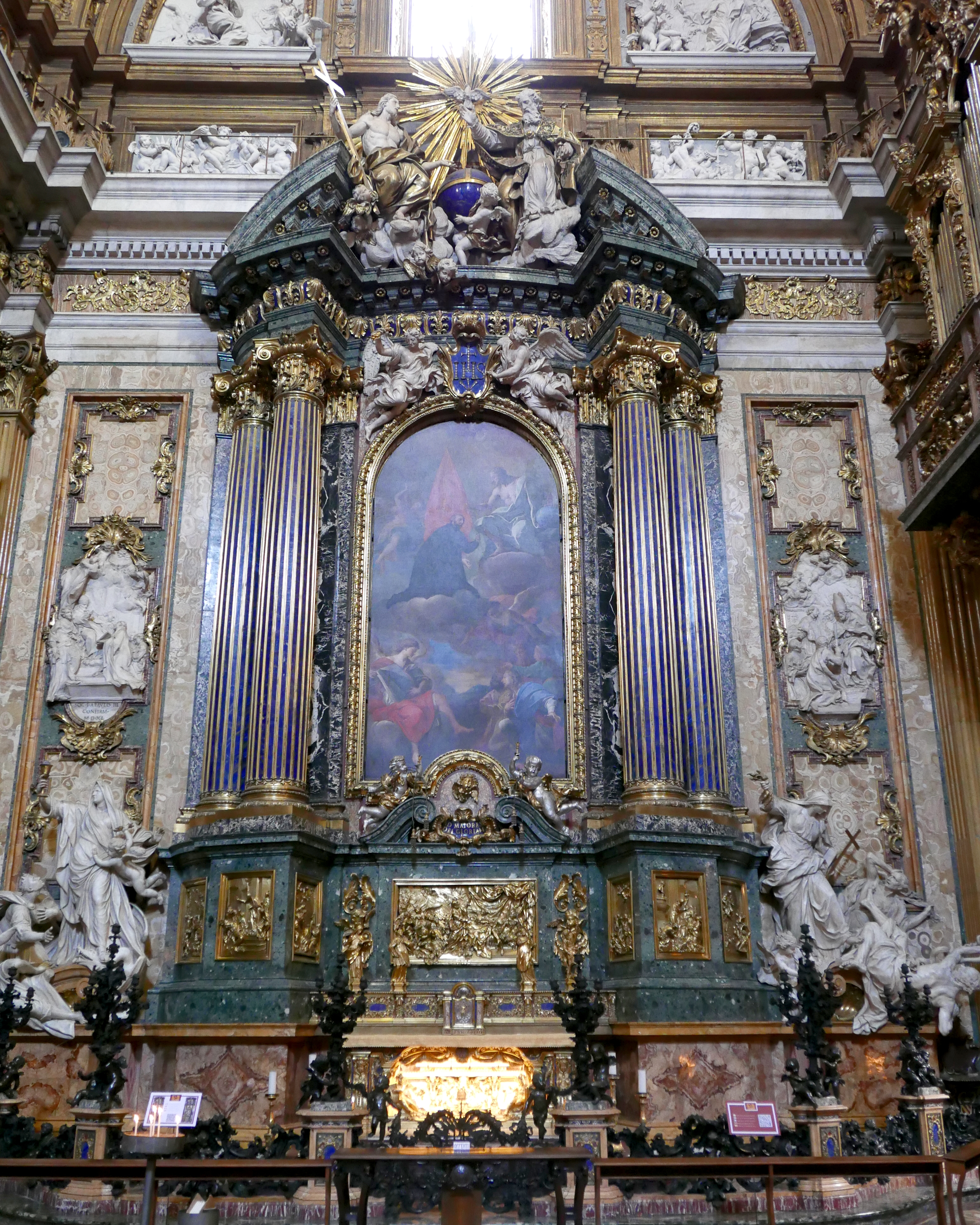
L'altare dedicato a Ignazio di Loyola

La costruzione della chiesa, che si affaccia su piazza del Gesù, è considerata come una svolta importante nella storia dell'arte, perché fu costruita secondo lo spirito dei decreti del Concilio di Trento: è stata progettata a navata unica, perché l'attenzione dei fedeli fosse concentrata sull'altare.
Costruire la chiesa era stato, già nel 1551, un desiderio di Ignazio di Loyola, fondatore della Compagnia di Gesù ed attivo durante la riforma protestante e la successiva controriforma cattolica. Papa Paolo III nel 1540 aveva autorizzato la costituzione della Compagnia di Gesù. All'epoca Paolo III viveva a Palazzo Venezia ed offrì ai primi gesuiti la cappella, vicina alla sua residenza, che si trovava sull'attuale sito della chiesa.
Ma per mancanza di mezzi finanziari i lavori della chiesa non furono iniziati durante la vita di Ignazio. I lavori cominciarono solo nel 1568, mentre Generale della Compagnia era Francesco Borgia che fu Generale dal 1565 al 1572. In quell'anno il cardinale Alessandro Farnese, nipote di papa Paolo III, costituì un fondo per la costruzione.
I primi progetti della chiesa, richiesti da Ignazio, erano stati disegnati da Nanni di Baccio Bigio, un architetto fiorentino. Nel 1554, il progetto fu rielaborato da Michelangelo e poi dal Vignola (1568), con due esigenze: 1) una grande navata con un pulpito laterale, per facilitare la predicazione; 2) un altare centrale per la celebrazione dell'eucaristia.
I lavori furono diretti dal Vignola dal 1568 al 1573. Dopo la morte del Vignola il cantiere passò sotto la direzione di Giacomo Della Porta fino al 1580. Il Della Porta rielaborò il disegno della movimentata facciata e progettò la cupola. 
Fu consacrata il 25 novembre 1584.
La chiesa del Gesù è stata il modello per vari edifici di culto eretti dalla Compagnia del Gesù in tutto il mondo, come la chiesa del Gesù all'Ateneo di Manila. Dal 2002 la chiesa è stata oggetto di un intervento di illuminazione che ne valorizza l’aspetto, in particolare lo scudo con il monogramma di Gesù sopra il portale d’accesso, anche in orario notturno. Questa opera è stata resa possibile anche grazie ai fondi del Gioco del Lotto, in base a quanto stabilito dalla legge 662/96.
Il complesso ospita anche la storica Congregazione Mariana dell'Assunta e di San Luigi Gonzaga.

## Architettura, pittura e scultura
La chiesa presenta pianta longitudinale con una sola navata (secondo i dettami tridentini) coperta da una volta a botte, affiancata da tre cappelle per lato, un presbiterio, sormontato da una cupola sull'incrocio del transetto (i cui bracci sono stati contratti sino a trasformarsi in due cappelle). Con questo progetto, Vignola volle favorire la meditazione individuale e la predicazione.
Modello di questa chiesa (che si pone come punto di collegamento tra Classicismo, Manierismo e Barocco) fu la chiesa di Sant'Andrea di Mantova costruita circa un secolo prima su disegno di Leon Battista Alberti.
La cupola del Della Porta ha un tamburo ottagonale. Lo stesso Della Porta disegnò per il Gesù una facciata sovrastata da un timpano triangolare, con il quale la larga fascia inferiore è divisa da quattro coppie di paraste e chiusa in alto da ampie volute che conchiudono il tetto.
L'affresco centrale della volta della navata (voluto dal Cardinale Giovanni Francesco Negrone), dotato di uno straordinario effetto di prospettiva, è il Trionfo del nome di Gesù di Giovan Battista Gaulli detto il Baciccia. Un punto della navata, contrassegnato con il monogramma «IHS» (le prime lettere del nome di Gesù in greco), indica il luogo di osservazione ottimale per lo spettatore. Sempre del Baciccia è l'affresco della cupola.
Il pittore Giovanni Andrea Carlone, allievo di Carlo Maratta, attivo pure nel vicino Palazzo Altieri, vi lavorò come frescante negli anni (1673-1678).
I transetti sono occupati da cappelle con i grandiosi altari dedicati ai grandi santi gesuiti. Nel transetto destro è la cappella di San Francesco Saverio, disegnata da Pietro da Cortona e Carlo Fontana. 
Sono interessanti altre cappelle laterali fra le quali, oltre quelle qui segnalate, anche quella degli Angeli. Sotto l'altare, un reliquiario contiene il braccio destro del santo, riportato in Italia nel 1614 su ordine del generale Claudio Acquaviva. La cupola è affrescata con la Gloria di San Francesco Saverio del pittore Giovanni Andrea Carlone. L'altare è ornato anche da quattro statuette di Santi in bronzo dorato di Ciro Ferri, realizzate tra 1688 e 1689 e restaurate nel 2017. Le sculture, parte di una serie di otto eseguite a spese di Cesare Massei, figura eminente della Congregazione dell’Oratorio, di cui fu preposto dal 1683 alla morte, e.destinate anche all'altare di Sant'Ignazio di fronte, raffigurano San Francesco d’Assisi, San Francesco Borgia, San Francesco di Sales, San Francesco di Paola.
L'altare maggiore della chiesa, di Antonio Sarti, è del 1843. La pala di altare, dipinta da Alessandro Capalti, raffigura la Circoncisione di Gesù. La circoncisione è infatti, per gli ebrei, il momento in cui viene assegnato il nome ai bambini e, in questo modo, la tela richiama il tema del "Santissimo Nome di Gesù". Un meccanismo simile a quello dell'altare di San Ignazio permette di abbassare la tela per scoprire una statua del Sacro Cuore.
L'altare dedicato a Ignazio di Loyola, nella grande cappella dedicata al Santo, colpisce per la sovrabbondanza di oro e di altri materiali preziosi (lapislazzuli nella nicchia e un grande globo di lapislazzuli alla sommità, alabastro, marmo, onice, ametista, cristallo). È opera di Andrea Pozzo, un artista gesuita, e fu completato tra il 1696 e il 1700. Le spoglie del santo riposano in un'urna in bronzo dorato, opera di Alessandro Algardi. Ogni giorno intorno alle 17,30 dietro la grande tela illustrata al fianco, appare, fra musiche e luci, una grande statua dorata del Santo. Altre quattro statuette in bronzo dorato di Ciro Ferri (1688-89 circa) ornano l'altare e rappresentano San Francesco Saverio, San Filippo Neri, Santa Tersa d'Avila e Sant’Isidoro Agricola, tutti santi, come Ignazio, canonizzati da Gregorio XV il 12 ottobre 1622. Quattro gruppi scultorei circondano l'altare. Essi raffigurano: l'Approvazione della Compagnia del Gesù di Angelo De Rossi, il Trionfo della Fede sull'Idolatria, di Jean-Baptiste Théodon, la Canonizzazione di Ignazio di Bernardino Cametti e la Religione che trionfa sull'Eresia, di Pierre Legros.

### Sacrestia
La sacrestia, su progetto di Girolamo Rainaldi, ha forma di quadrilatero ed è pregevolmente arricchita da magistrali lavori dell'intagliatore forlivese Francesco Brunelli: gli armadi con le statue dei dodici Apostoli, due Angeli e un Crocefisso. Nei locali annessi alla sacrestia è conservato il dipinto di Giacomo Zoboli Morte di San Giovanni Francesco Regis a Lalouvese.

## La Cappella del Sacro Cuore già di san Francesco d'Assisi

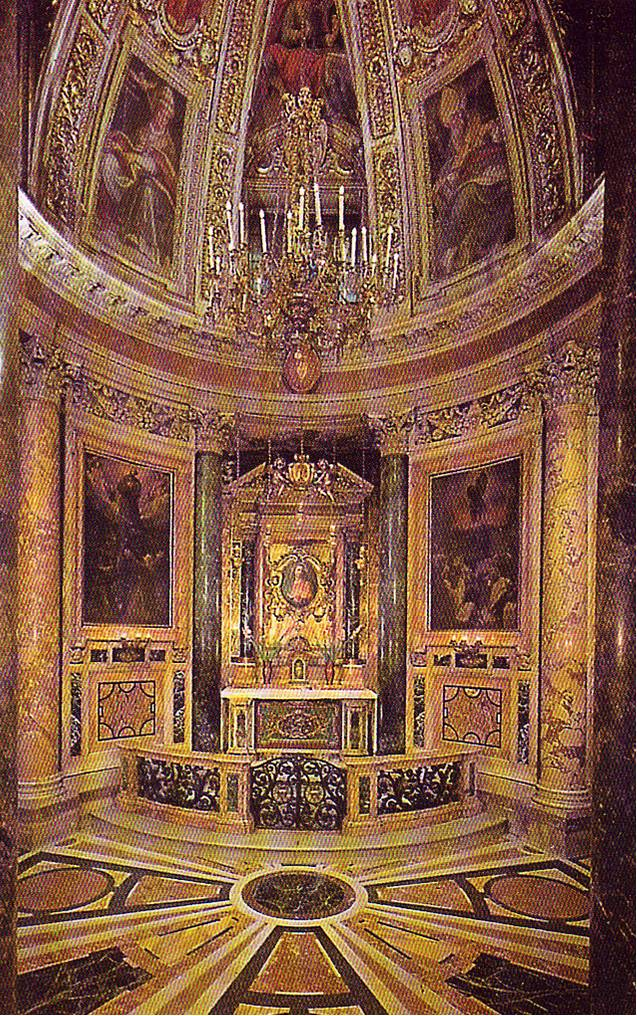
Cappella Sacro Cuore

Nel XVI secolo, su commissione di Francesco Borgia (terzo preposito generale della Compagnia di Gesù, poi proclamato santo) si iniziano i lavori di costruzione di una cappella sul lato destro del transetto della chiesa del Santissimo Nome di Gesù, delle cui spese si fa carico una nobildonna: Olimpia Orsini. Nel 1599 la cappella realizzata dal Della Porta viene inaugurata e dedicata a San Francesco d'Assisi  di cui non solo  il committente portava il nome e nutriva una profonda devozione ma che era stato uno dei punti di riferimento nella conversione di Ignazio di Loyola. Nel 1920 la cappella diventa del Sacro Cuore, in quanto, al posto della pala d'altare raffigurante San Francesco che riceve le stimmate e due tele con Santa Chiara e Santa Elisabetta d'Ungheria che la fiancheggiavano, viene situato l'ovale del Sacro Cuore di Gesù realizzato da Pompeo Batoni nel 1767, primo dipinto in Italia dopo le apparizioni a santa Margherita Maria Alacoque. In origine il dipinto di Batoni era stato collocato sull'altare della cappella dedicata a san Francesco Saverio.
La pianta della cappella è circolare; nella volta, intervallati da teste di cherubini, sono raffigurati i quattro Evangelisti e quattro dottori della Chiesa: Ambrogio, Agostino, Girolamo e Gregorio Magno, opera di Baldassare Croce (Bologna 1558 – Roma 1628).
L'altare è fiancheggiato da due colonne di marmo africano; nella spezzatura del timpano due angeli sostengono il monogramma del nome di Gesù. Il ciborio è rivestito di marmo rosso greco intarsiato in pietre dure, ai lati due statue di bronzo di Santa Margherita Maria Alacoque e San Claudio de La Colombière, primo confidente della santa veggente; il paliotto, in malachite con fascia in rosso e bassorilievo d'argento, riproduce l'apparizione del Sacro Cuore.
Prima che la cappella divenisse del Sacro Cuore, sotto la pala d'altare delle stimmate vi era un piccolo gruppo marmoreo raffigurante Sant'Anna e Maria Bambina di un gusto molto raffinato, ora poste nella Cappella di Santa Maria della Strada sul lato sinistro del transetto.

### Ciclo iconografico francescano
Sulle pareti perimetrali della Cappella del Sacro Cuore si trovano dei dipinti, alcuni su tela altri su tavola, raffiguranti alcune scene della vita di San Francesco. Iniziando dal lato destro dell'atrio d'ingresso alla cappella abbiamo: San Francesco si spoglia e rinuncia ai suoi beni, San Francesco predica agli uccelli, San Francesco dinanzi al Sultano di Egitto, San Francesco appare ai frati in un carro di fuoco, San Francesco appare a un Frate Minore, San Francesco ammansisce il lupo di Gubbio, San Francesco muore sulla nuda terra; sulla volta dell'atrio d'ingresso, poi, si trova un affresco poco considerato a causa della sua ubicazione e che rappresenta San Francesco tentato sulla Verna.
Può sembrare quanto mai insolito che in una chiesa retta dai padri gesuiti da secoli ci sia una massiccia presenza di opere iconografiche francescane; inoltre nel periodo in cui queste opere sono state eseguite, la Riforma cattolica, la chiesa del Gesù costituisce la chiesa madre dell'Ordine dei gesuiti che ha dato alla stessa Riforma un contributo notevole e per alcuni versi decisivo.
Per capire quali siano stati i motivi che hanno spinto alla collocazione di scene della vita di San Francesco nella chiesa del Gesù, non ci si può fermare di fronte al fatto che il committente delle opere portasse il nome di Francesco e nutrisse una profonda devozione verso lo stesso santo; bisogna risalire ad altre motivazioni più profonde.
Innanzitutto, se guardiamo alla vita di Ignazio di Loyola, fondatore della Compagnia di Gesù, ci accorgiamo che vi sono degli episodi riconducenti alla vita di Francesco d'Assisi: spogliazione dai beni per abbracciare la povertà estrema, profondo zelo verso i più poveri e bisognosi di conforto, ardore apostolico nel recarsi pellegrino in Terra santa per la conversione degli infedeli. Nella vita di Ignazio poi si riscontra una attenzione particolare verso l'Ordine francescano; il suo confessore, ad esempio, era un frate francescano del Convento di San Pietro in Montorio.
Un'attenzione particolare merita il fatto che la figura di Francesco d'Assisi, per il suo evangelismo radicale ma ortodosso e obbediente, si presentava sia alla Chiesa cattolica che al mondo protestante come paradigma di vita cristiana, e incarnava a perfezione il modello "dell'eroe della carità", conforme anche al concetto della pittura riformata che si concepiva come esercizio della virtù della carità.
Un'ultima annotazione va fatta in merito al legame di questo ciclo francescano con la riforma cappuccina, contemporanea della riforma gesuitica; segno evidente di questo legame è il modo con cui sono raffigurati i frati nei dipinti, e cioè con la barba e con il cappuccio del saio più allungato di quello degli abiti dei frati appartenenti ad altri rami dell'Ordine francescano.

### Storia, arte, spiritualità

#### Problema attributivo
Attribuire a dei precisi autori i dipinti del ciclo francescano risulta essere un'opera ardua e coraggiosa; infatti, lo studio della loro attribuzione va avanti a stento dal 1642, quando Giovanni Baglione, a proposito della vita del pittore fiammingo Paul Bril, scriveva: «Gli uccelli e i paesi che sono nella Chiesa della Compagnia di Gesù dentro la Cappella di S. Francesco sono suoi e il rimanente a olio è di Giuseppe Peniz e d'altri fiamminghi» Da qui è sorto un problema che ancora oggi è trascinato in modo incerto e monotono.
Ci sembra opportuno dare un quadro dello stato attuale in cui versa il problema attributivo, evitando di addentrarci nell'excursus storico degli studi riguardanti suddetto problema.
L'unico quadro di cui attualmente si può definire con fondata certezza l'autore è la pala delle Stimmate, di Durante Alberti (1538-1613), artista appartenente alla famiglia Alberti di Borgo Sansepolcro.
Riguardo agli altri sette dipinti gli studiosi si trovano d'accordo nell'attribuirne la fattura ad artisti fiamminghi, sebbene rimangono molte questioni aperte alla ricerca di nomi certi e definitivi.
Alcuni riportano il nome del fiammingo Maarten Pepijn (Anversa 1575-1642) seppure con incertezza riguardo alla sua fama poco diffusa e alle notizie frammentarie sul suo soggiorno in Italia e a Roma; se poi si pensa che egli avrebbe firmato le opere del ciclo all'età di circa ventiquattro anni, le incertezze aumentano perché non ci sono sue opere coeve per poterle confrontare.
Altre perplessità sorgono di fronte alla ipotesi che il ciclo francescano potesse ritrovare il suo autore in Paul Bril: alcuni rifiutano questa possibilità, tuttavia ci sono testimoni oculari che attestano ciò, come Gaspare Celio che ha lavorato nella chiesa del Gesù e ne ha dato testimonianza scritta nella sua Memoria del 1638 dove scrive testualmente: “li paesi suoi (del ciclo francescano) di Paolo Brillo”; questa notizia è inoltre confermata da Giovanni Baglione nel 1642.
Rimangono del tutto incerti gli autori delle tele di Santa Chiara e Sant'Elisabetta e dell'affresco della tentazione di San Francesco sulla Verna situato sulla volta dell'atrio d'ingresso alla Cappella del Sacro Cuore.

#### Brevi note sullo stile artistico
Sarebbe interessante puntare lo sguardo su ciascuno dei dipinti per poterne studiare i particolari, osservare il movimento dei personaggi, trarne il loro specifico e significativo messaggio; ci limiteremo soltanto a dare uno sguardo d'insieme a tutte le opere.
Dalla considerazione di ciascuna rappresentazione è facile trarre degli elementi che ci riportano decisamente ad attribuire ad artisti fiamminghi la fattura. Infatti, è tipico dell'arte fiamminga il gusto dell'analisi del particolare che risalta chiaramente nella tavola di San Francesco che predica agli uccelli, dove la minuzia con cui sono raffigurati gli uccelli è straordinaria; così anche i vari paesaggi sono presentati con profondità, senso atmosferico e con colori splendidi, luminosi, trasparenti tanto da sembrare quasi smalti, perché poco carichi di olio e più di vernice.
Le figure e gli oggetti non trovano, a volte, il loro giusto rapporto proporzionale per la mancanza di quella unità e sintesi di visione che solo le leggi della prospettiva lineare potevano dare e che il pittore fiammingo ignorava.
Nella rappresentazione dello spazio non avviene ciò che accade, ad esempio, per i fiorentini; non è la figura che domina lo spazio col gesto dell'azione, ma è lo spazio che si restringe e si concentra fino a trovare nella figura il suo punto focale.
Infine, per quanto riguarda l'ispirazione e lo spirito, sembra che l'arte fiamminga segni l'inizio ad una sorta di ascetismo religioso o ad una astratta sacralità ed alla frequenza di riferimenti simbolici.

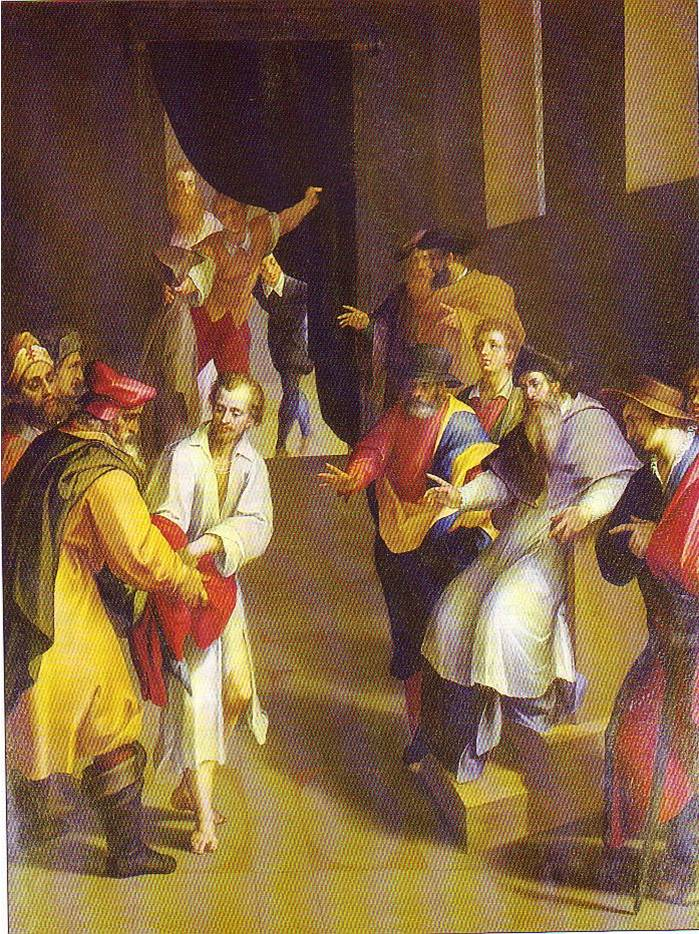
San Francesco si spoglia e rinuncia ai suoi beni
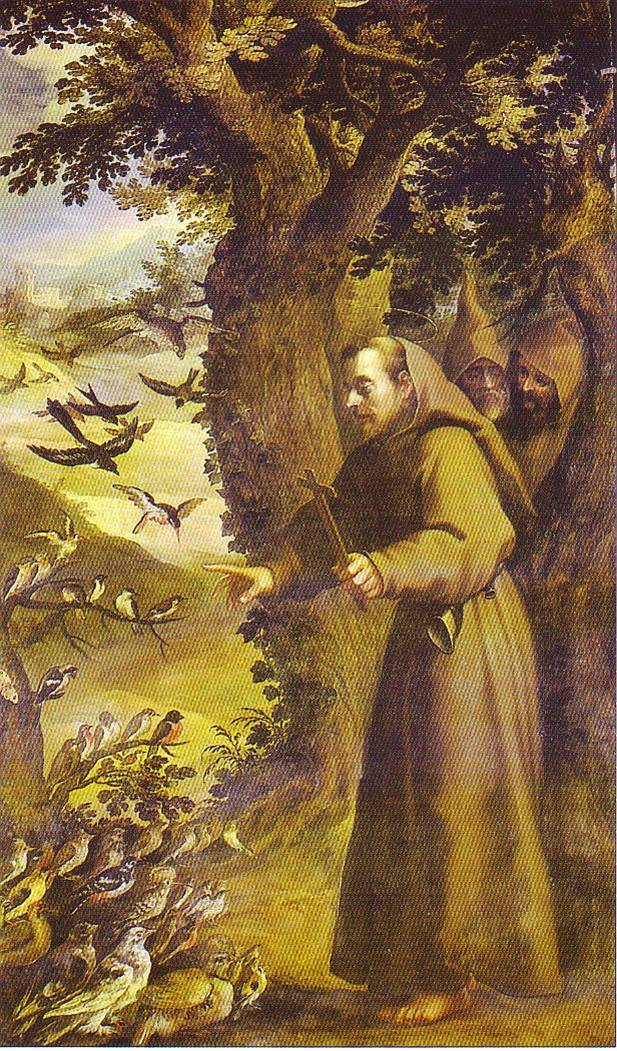
San Francesco predica agli uccelli
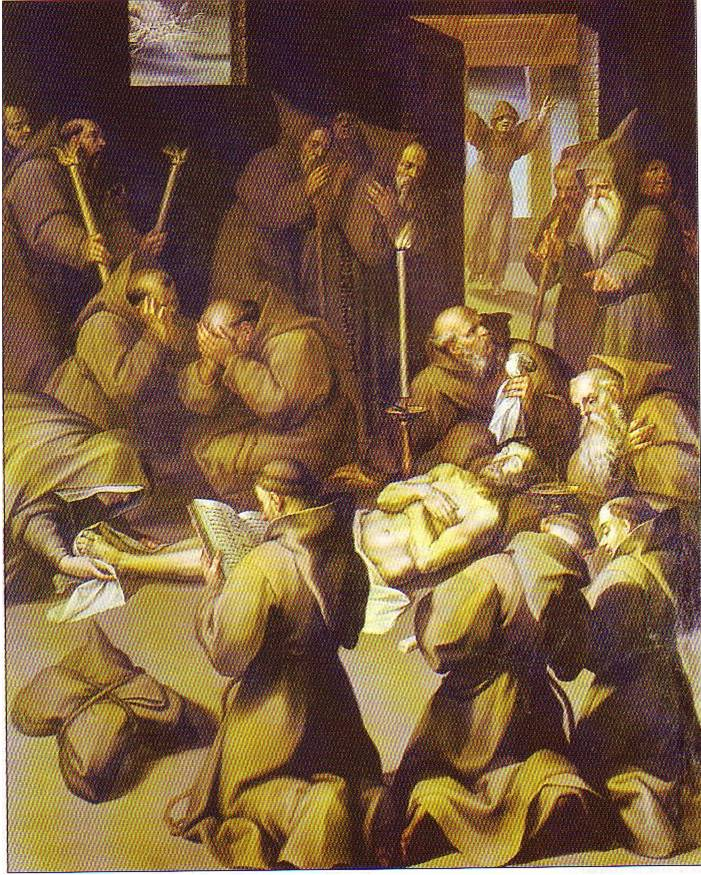
San Francesco muore disteso sulla nuda terra